# 福田晋
福田 晋（ふくだ すすむ、1957年 - ）は、日本の農業経済学者。宮崎県宮崎市出身。九州大学大学院農学研究院教授、日本農業経済学会会長。
1980年九州大学農学部卒業。1986年九州大学大学院博士課程修了。

## 学位
- 九州大学農学博士（1986年）論文は　「九州における農業土地基盤整備事業の経済的効果に関する研究」[2]。

## 職歴
- 1985年 日本学術振興会特別研究員
- 1988年 宮崎大学農学部 講師
- 1992年 宮崎大学農学部 助教授
- 2001年 九州大学大学院農学研究院 助教授
- 2009年 九州大学大学院農学研究院 教授
- 2017年 九州大学大学院農学研究院長・農学部長
- 2020年 日本農業経済学会会長[3]
- 2020年 九州大学副学長

## 研究分野
- 食料流通学
- 農業経済学[1]

## 著書
- 『東アジアにおけるフードシステムの交差』（2004年、九州学術出版振興センター）ISBN 978-4901822022
- 『食品の安全・安心の経済分析』（2008年、九州学術出版振興センター）ISBN 978-4901822084
- 『西日本複合地帯の共生農業システム―中四国・九州』（2009年、農林統計協会）ISBN 978-4541036186
- 『東アジアにおける食を考える―信頼できるフードチェーンの構築に向けて』（2010年、九州大学出版会）ISBN 978-4798500225